# 鑽石十字

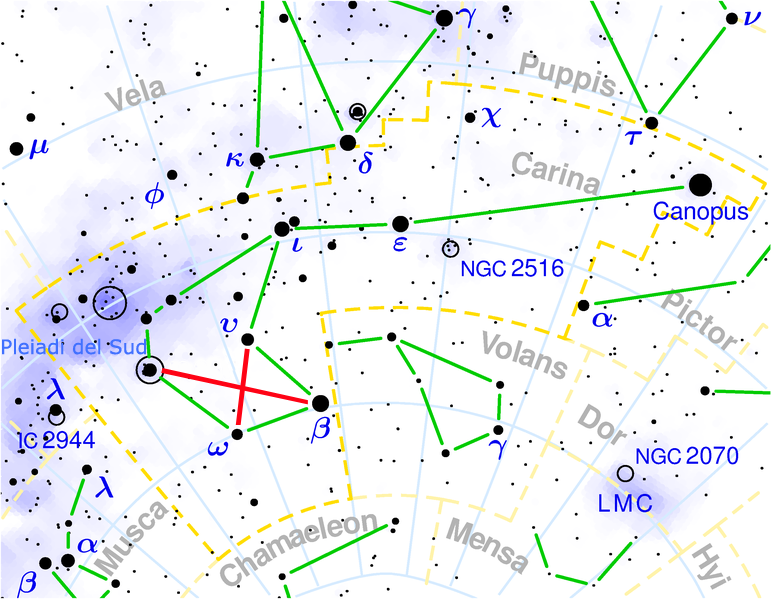
鑽石十字

鑽石十字（Diamond Cross ）是在南極附近船底座內的一個星群，由四顆明亮的恆星組成：南船五（船底座β）、海石五（船底座υ）、南船三（船底座θ）、南船四（船底座ω）。這四顆亮星駔合成的造型幾乎是完美的金剛石形狀，因此被命名為"鑽石十字"，但是要在北緯20°以南的地區才能完整的看見這個星群。
這個星群與醒目的南十字座與船帆座的南天假十字有著相似的形狀，並且也和他們一樣在十字交叉處的中心沒有恆星，外型就像鑽石或是風箏的形狀。雖然鑽石十字和南天假十字都會被誤認為南十字座，但是南天假十字因為緯度和南十字座相似，因此被誤認的機會較高。